# نانسی وو
نانسی وو (انگلیسی: Nancy Wu؛ زادهٔ ۹ سپتامبر ۱۹۸۱) بازیگر اهل چین است. وی از سال ۲۰۰۱ میلادی تاکنون مشغول فعالیت بوده است. او برندهٔ جوایزی همچون جایزه سالیانه تی‌وی‌بی شده است.